# Záblatí, Jindřichův Hradec
Záblatí là một làng thuộc huyện Jindřichův Hradec, vùng Jihočeský, Cộng hòa Séc.